# Malmö

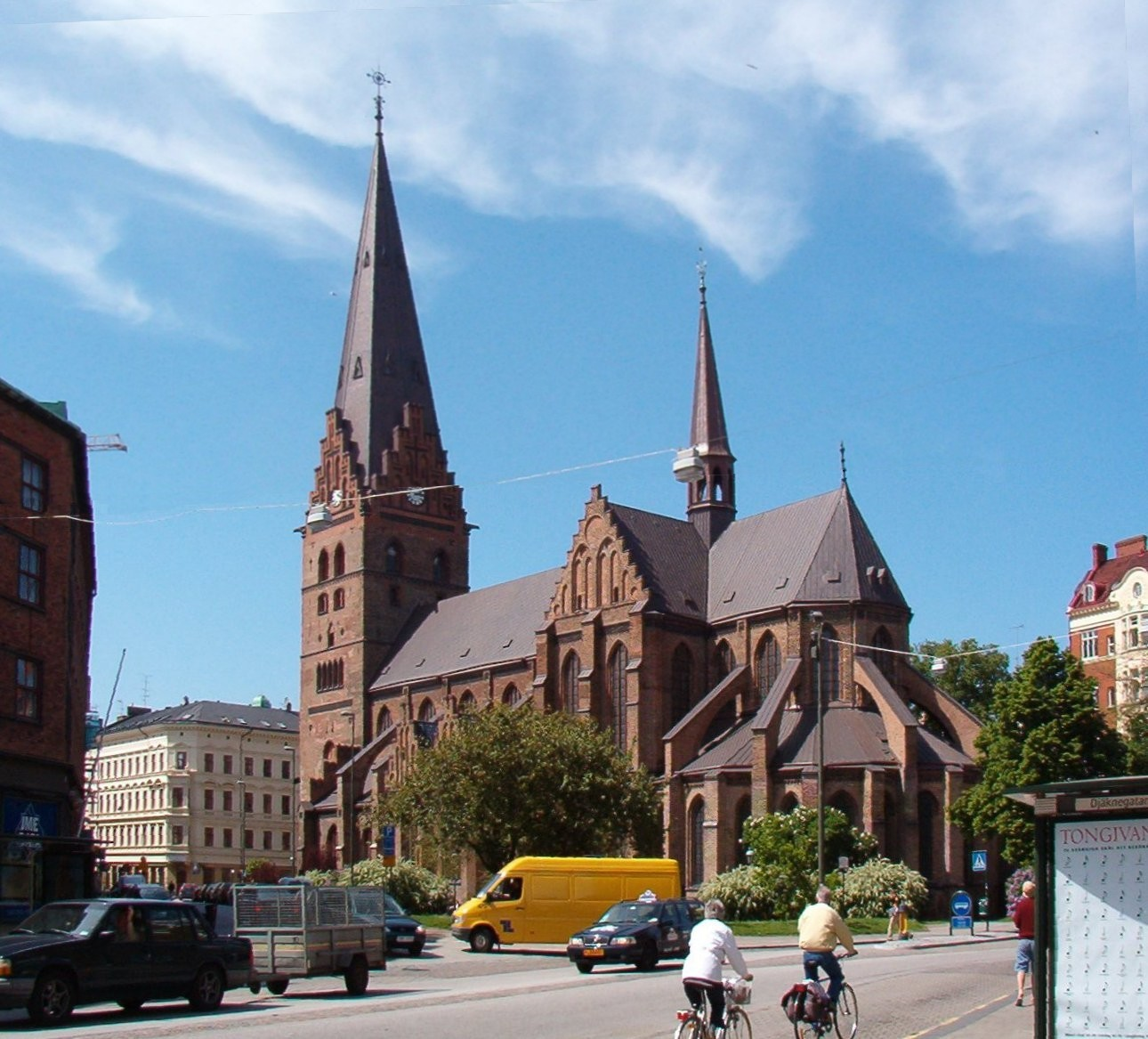
Església de Sant Petri a Malmö

Malmö és la tercera ciutat més gran de Suècia, situada a la província més al sud, Escània, prop de Copenhaguen, Dinamarca. Té 270.000 habitants (uns 600.000 en l'àrea metropolitana, incloent-hi Lund). Malmö era una de les primeres ciutats i més industrialitzades d'Escandinàvia, però en dècades recents està lluitant per adaptar-se a la postindustrialització.
A final del segle passat, Malmö s'havia convertit en la ciutat més multiètnica de Suècia amb un 24% de la seva població nascuda a l'estranger, amb més d'un terç que és la primera o segona generació, i amb una proporció de musulmans que s'estima en un 16%.
Amb els seus edificis antics i molts de parcs resulta atractiu a forasters. També és un lloc popular per comprar per la seva gran varietat de botigues. Durant els darrers anys s'hi ha establert una escola universitària (Malmö Högskola) i la ciutat s'està centrant ara extensament en l'educació, les arts i la cultura.

## Història

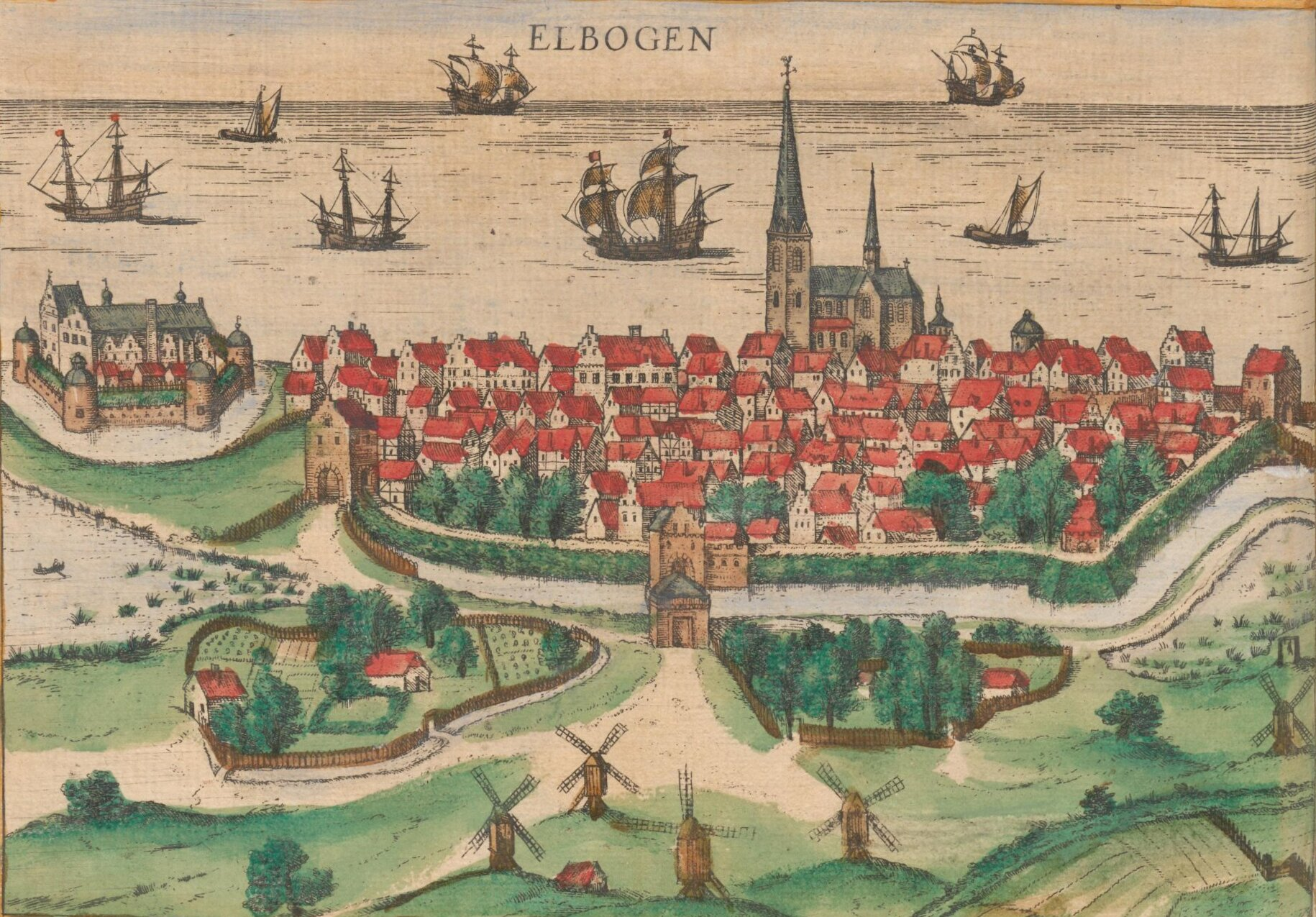
La ciutat de Malmö l'any 1594

Malmö es considera que es va fundar en el que era llavors Dinamarca, al segle xiii com un port fortificat de l'Arquebisbe de Lund, a uns 20 quilòmetres al nord-est. El seu nom original era Malmhaug, però en l'edat mitjana, els comerciants alemanys de Lübeck s'hi instal·laven i l'anomenaren Elbogen.
Al voltant de 1290, va començar la construcció de l'església de Sant Petri. Va ser la primera església gòtica construïda dins de les fronteres actuals de Suècia. Es poden trobar esglésies similars amb estil gòtic bàltic al voltant de les regions costaneres tant de Suècia com d'Alemanya (per exemple a Ystad, Landskrona i Rostock), i estaven inspirades pels comerciants alemanys, la lliga hanseàtica, que jugava una part essencial en els creixements econòmics al voltant de l'Oresund. S'utilitzaven maons vermells en comptes de pedra, a causa de la seva escassetat en aquesta zona, i el color ve de la roca subjacent i el mitjà en què els maons es fabricaven. Al segle següent, a Malmö i Copenhaguen progressarien econòmicament, persistint el mateix patró. Malgrat que Lund (i en un menor grau Roskilde) són culturalment d'una importància més gran, Malmö i Copenhaguen han estat centres amb èxit econòmic.
Les diferències entre els pobles de Lund i Malmö ha romàs una característica fonamental, el primer confiava en la tradició i l'últim en la modernitat i l'adaptació. Malmö era, per exemple, una ciutat hanseàtica principal durant les dècades de la dominació de l'Hansa a la regió, i portant el procés de la reforma protestant a Dinamarca dels anys 1530.
Després de la secessió a Suècia, el 1658, Malmö va patir una decadència econòmica a causa de les instal·lacions pobres dels ports i de la pèrdua de privilegis de comerç que es concedien sota la Corona Danesa. El 1730, la seva població s'havia reduït a 282. El 1775, es construïa un port nou, però l'estatus econòmic de Malmö romania pobre fins a la segona part del segle xix amb la introducció del ferrocarril.
La primera fortificació s'aixecava al lloc de Skeppsbron el 1256, era la primera insinuació de deteriorament de la diplomàcia entre el rei i l'arquebisbe, però, el 1434, el creixement de Malmö donava raó a l'erecció d'una ciutadella nova al sud de les platges de la ciutat. La fortalesa nova, Malmöhus, es completava a mitjans del segle xvi i continuava jugant un paper essencial després de la secessió a Suècia, ara com a part del sistema de defensa contra el danesos. Durant el període de 1828-1914, l'edifici es va reutilitzar com a presó, i des dels anys 1930 allotja el museu de Malmö.

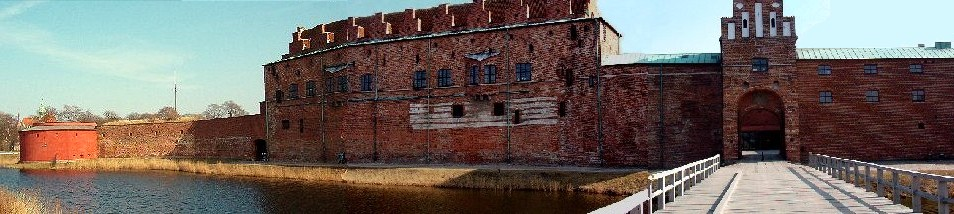
Castell de Malmö, avui convertit en museu

## Heràldica

Escut de Malmö

Les armes de la de ciutat eren concedides el 1437 pel rei Eric de Pomerània. Les armes de Pomerània són d'argent amb un griu gules, que donaven el cap del griu a Malmö. L'escut d'armes per a la ciutat és similar als de la província del Comtat de Scania i Skåne, que de fet són derivacions de les de Malmö. Hi ha una similitud entre aquest escut d'armes i el logo per a cotxes Saab.

## Geografia
Malmö està situat a 13° 00′ a l'est i 55° 35′ cap al nord. La seva localització al sud de Suècia la fa més propera a la ciutat italiana de Milà que de la ciutat sueca més septentrional de Kiruna.
Malmö és part de la regió transnacional de l'Oresundi des de l'any 2000 el Pont de l'Øresund creua l'estret d'Oresund a Copenhaguen. El pont s'inaugurava l'1 de juliol, i mesura 8 quilòmetres (l'enllaç sencer suma 16 km), amb pilons que arriben a 204,5 metres verticals. Excepte el transbordador Helsingborg-Helsingør que connecta amb el nord una mica més enllà, la majoria de les connexions de transbordadors s'han discontinuat.
Els trens de viatgers passen el pont cada 20 minuts connectant Malmö, Copenhaguen, i el Metro de Copenhaguen (inaugurat el 19 d'octubre de 2002). També alguns dels X2000 i Trens Interciutats entre Estocolm, Göteborg, i Kalmar passen pel pont. Tots aquests trens s'aturen a l'aeroport de Copenhaguen.
Malmö, com el centre del sud de la xarxa ferroviària sueca i el centre occidental del sistema de trens de viatgers escandimnaus, té connexions de trens excel·lents. Una línia de trens de nit a Berlín, pel transbordador sobre el mar bàltic, ha estat en funcionament des de 1909.

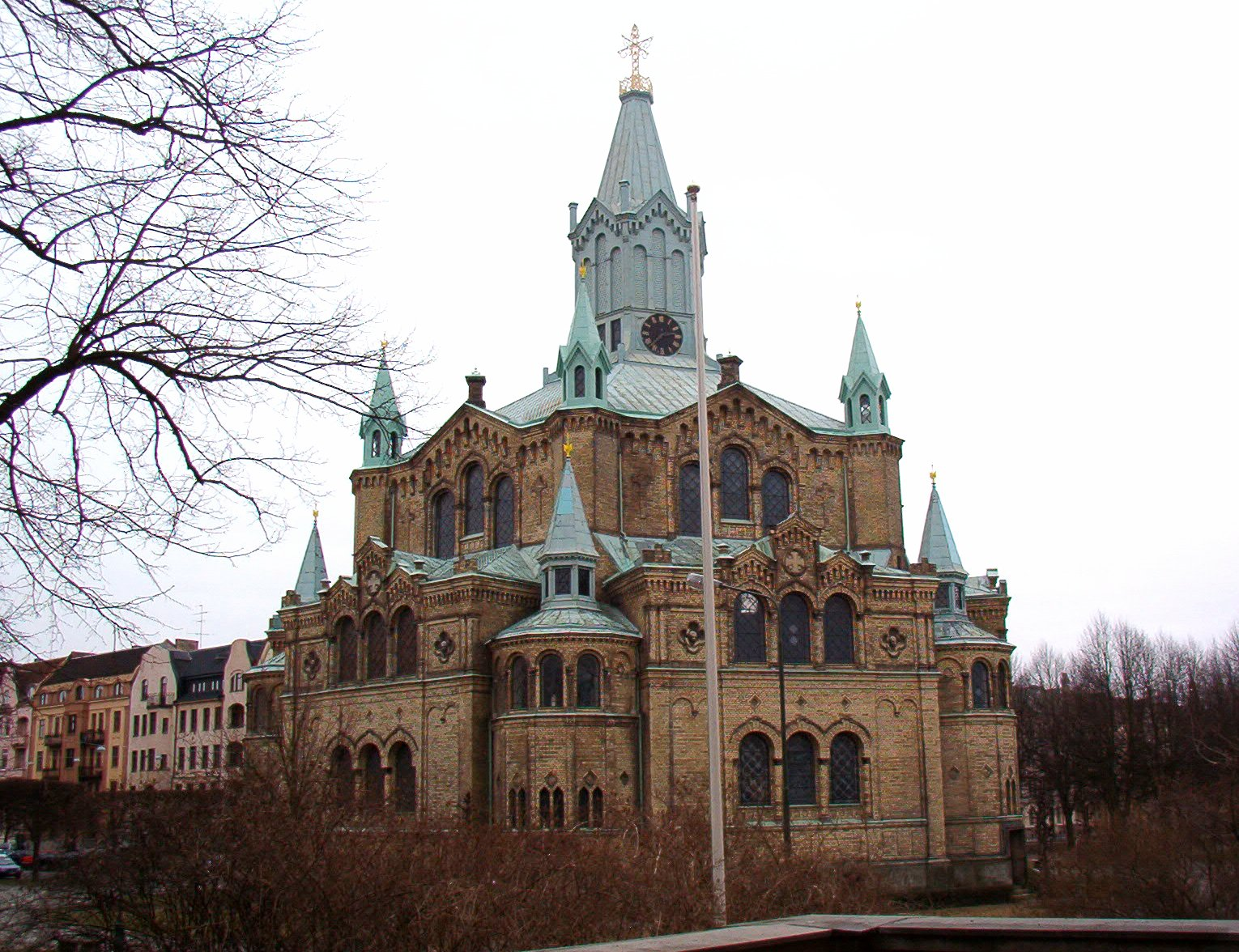
Església de Sant Pauli.

El març del 2005, l'excavació començava sobre una connexió de ferrocarril nova anomenada Citytunneln (El Túnel de Ciutat). El túnel funcionarà des de sota l'Estació Malmö Central fins a Hyllievång (Hyllie Meadow), on emergirà per connectar amb el Pont Oresund. Una parada nova també es construirà a Triangeln (El Triangle), una plaça important als afores de la ciutat per compra, allotjament, i atraccions culturals. Amb l'aparició del túnel a Hyllievång, s'hi ha construït un centre comercial nou, una sala d'esports, i un hotel. El túnel estalviarà especialment temps de viatge entre el centre de Malmö, al voltant de Triangeln, i les ciutats circumdants de Skåne.
A més de l'aeroport de Copenhaguen, Malmö també fa servir l'aeroport Malmö-Sturup que principalment s'utilitza per a vols barats, xàrters, i destinacions sueques domèstiques.
La xarxa d'autopistes es va millorar amb la connexió amb l'obertura del Pont Oresund. La ruta europea E6 segueix la costa oest sueca i noruega des de Malmö-Helsingborg fins a Kirkenes al mar de Barents. La ruta europea de Jönköping-Estocolm (E4) comença a Helsingborg. Les carreteres principals en direcció a Växjö-Kalmar, Kristianstad-Karlskrona, Ystad, i Trelleborg comencen com a autopistes.

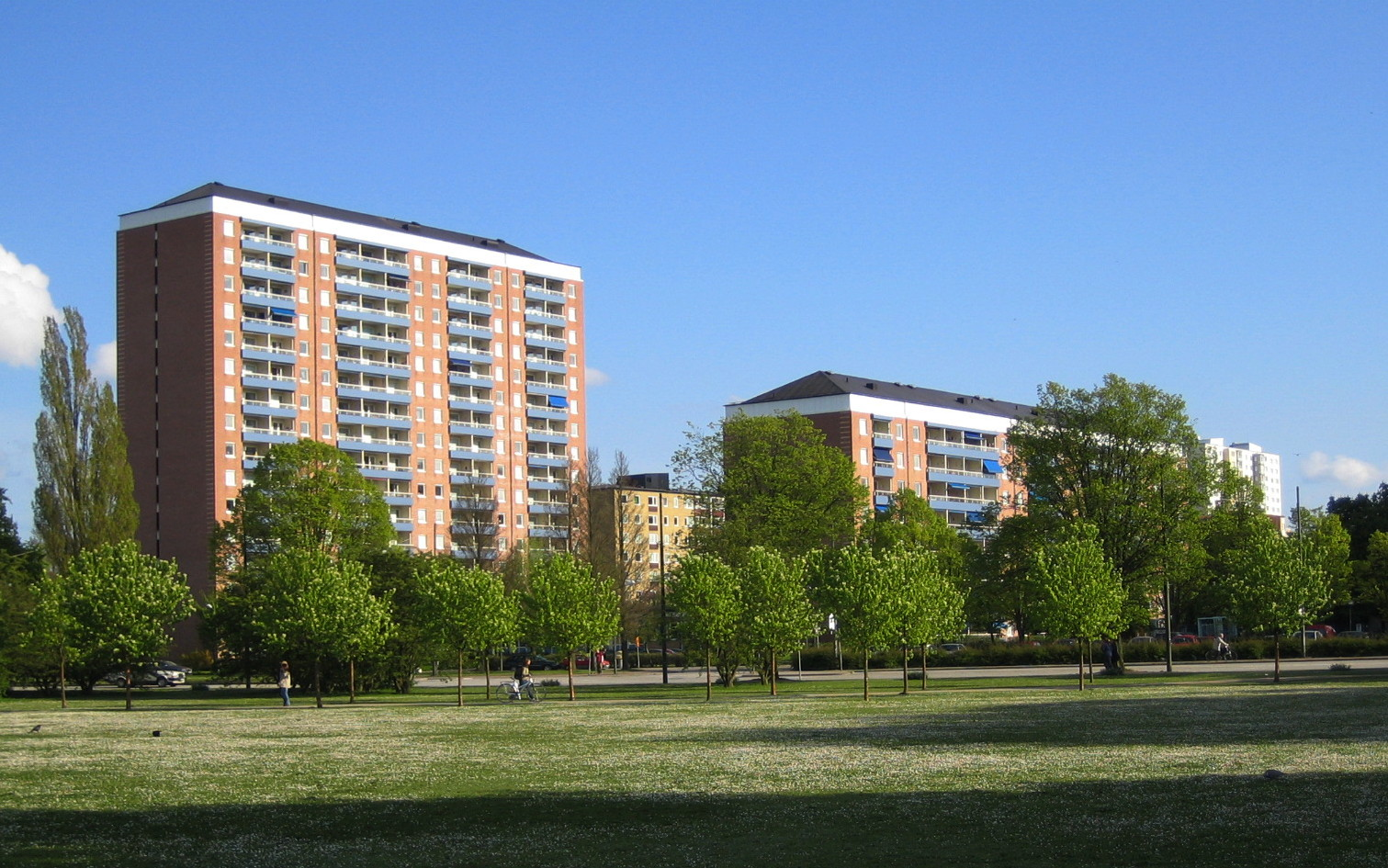
El jardí de Borgmästargården al Pildammsparken.

Malmö és coneguda com la ciutat de parcs (parkernas stad), el dos més grans són Pildammsparken i Kungsparken, les platges llargues, i una llarga tradició de decorar la ciutat amb plantes i flors de temporada.
La bicicleta és un mitjà de transport popular, ja que Malmö és una ciutat virtualment sense diferències d'altitud i la temporada de neu és normalment breu. Una xarxa contínua de carreteres de bicicletes, en interseccions sovint amb dret de preferència respecte als cotxes, ha fet en dècades recents una prioritat al costat del sistema de transport públic bastant extens. Els tramvies s'abolien tanmateix el 1973.
El transport en taxi és bo, i molts operen amb econòmiques tarifes, normalment arribant al cap de 2-3 minuts si es demana per telèfon, que és el més convenient.
En tots els contexts oficials, la ciutat Malmö s'anomena Stad Malmö (o Ciutat de Malmö), com fa un nombre petit d'altres municipis suecs, i especialment els altres dos metropolitans de Suècia: Estocolm i Göteborg.

## Demografia

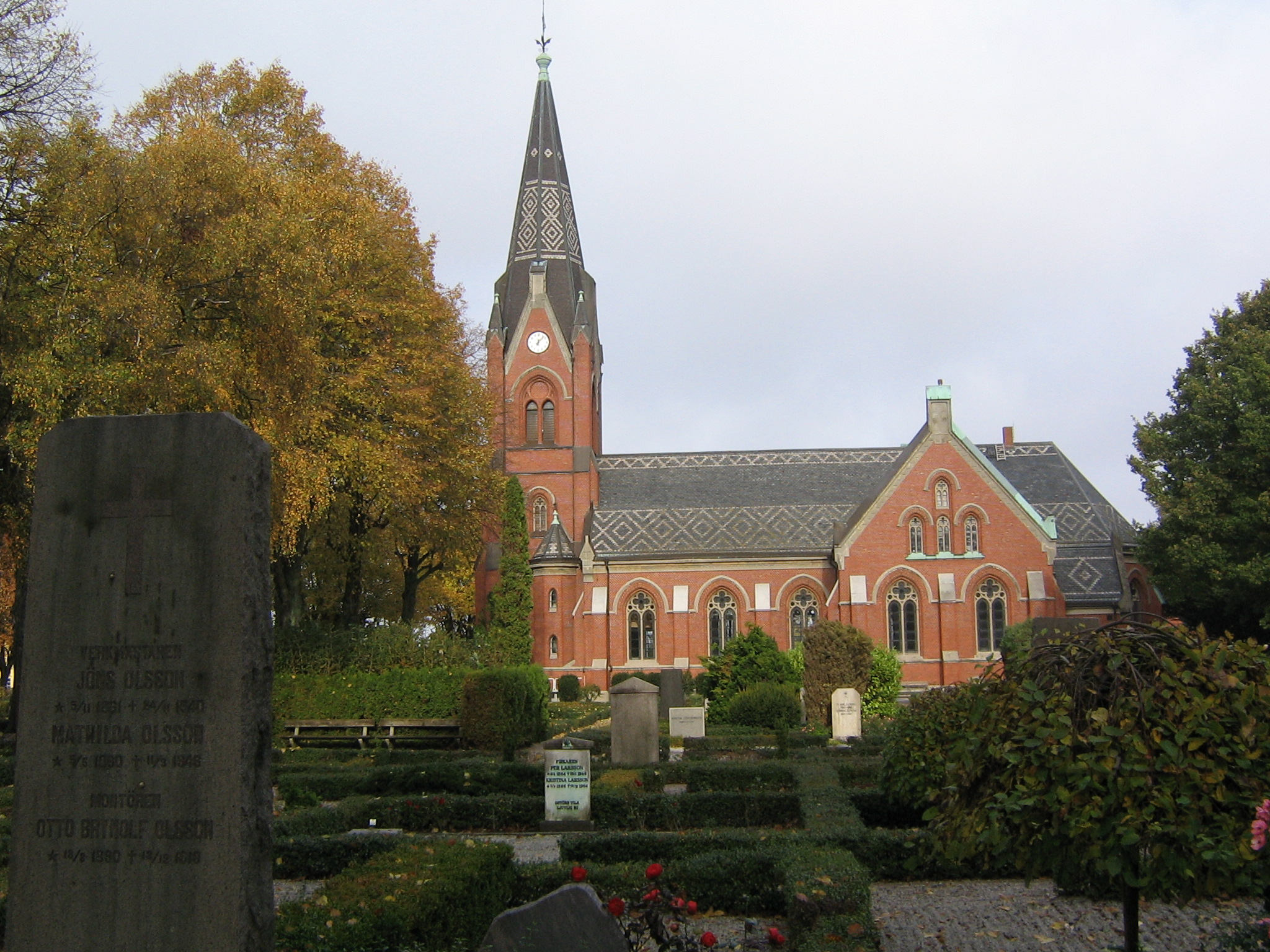
Església a Limhamn, ciutat annexada el 1915

L'àrea urbana de Malmö, tätort Malmö amb 250.000 habitants, consta de la part urbana del municipi (incloent-hi Limhamn, una ciutat independent fins al 1915) juntament amb la ciutat petita d'Arlöv al municipi de Burlöv. Els dos municipis també inclouen àrees urbanes més petites i àrees rurals, com els suburbis d'Oxie i Åkarp. Malmö és el municipi més densament poblat de Suècia amb 3.584 habitants/km² (Estocolm, 3.230; Göteborg, 2.494).
Habitants l'any 2000:
- Malmö 	 248.520
- Husie 	 20.000
- Oxie 	 9.242
- Bunkeflostrand 5.114
- Tygelsjö 	 1.873
- Kristineberg 	 1.025
- Södra Klagshamn 500
- Tullstorp 	 237
- Vintrie 	 203

La ciutat de Malmö, amb una població de 270.000, és el tercer municipi més gran de Suècia.
També és la ciutat més gran de l'àrea metropolitana del sud-oest de Scania amb uns 600.000 habitants, incloent-hi Lund. És també el centre de la regió en ensenyament superior i en cultura acadèmica.
Malmö, Lund i Copenhaguen Metropolità a Dinamarca formen el centre de la Regió Oresund que té una població total de 3.600.000 habitants. Per alguns, Malmö pot semblar el barri més recent o suburbi de Copenhaguen.

## Economia

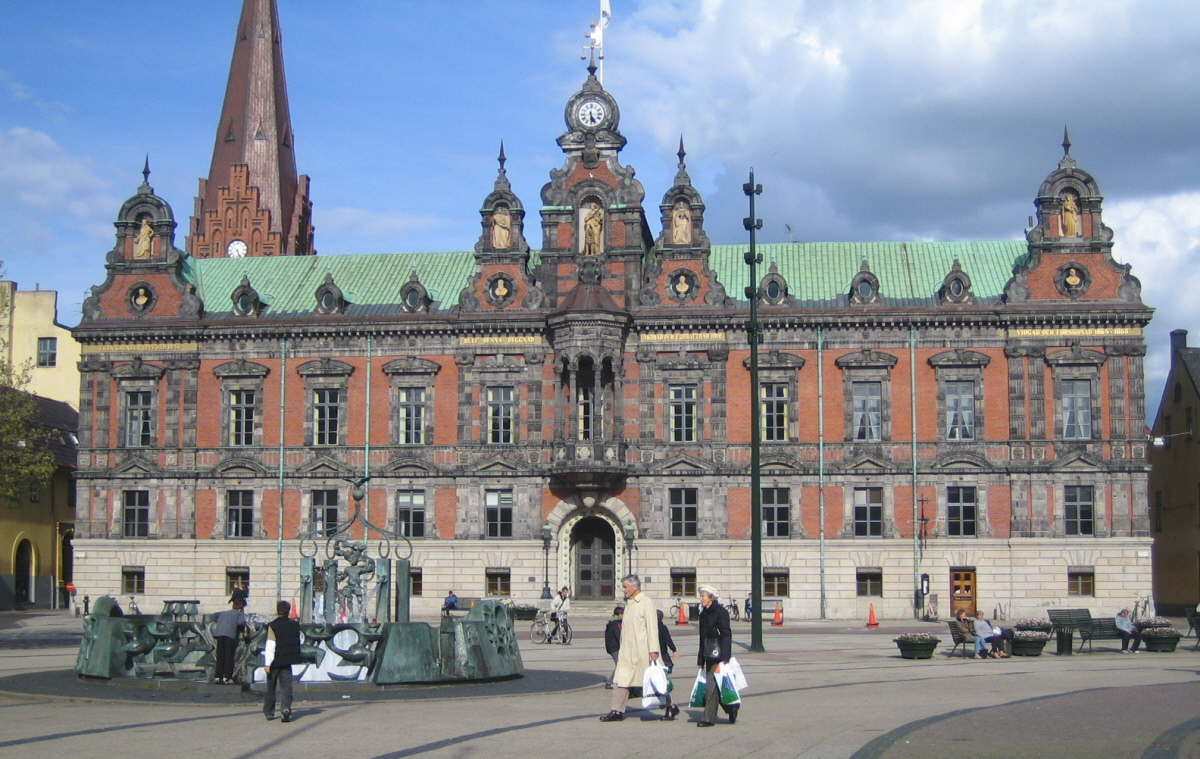
L'ajuntament.

L'economia de Malmö es basava tradicionalment en la construcció naval (Kockums). La universitat principal de la regió, amb indústria d'alta tecnologia i farmacèutica associada, està situada a Lund, aproximadament 16 km al nord-est. Malmö tenia una situació econòmica preocupant després de mitjans dels anys 70. Tanmateix, durant els darrers últims anys hi ha hagut un ressorgiment. Els factors que hi han contribuït han estat la integració econòmica ocasionada pel pont, l'escola universitària (Malmö Högskola) fundada el 1998, la universitat de Lund amb la seva Escola de Tecnologia, i els efectes de la integració amb la Unió Europea.
Malmö té xifres de desocupació comparativament altes, especialment en les parts orientals i al sud de la ciutat, caracteritzada per una varietat d'ètnies i grups socials.

## Educació

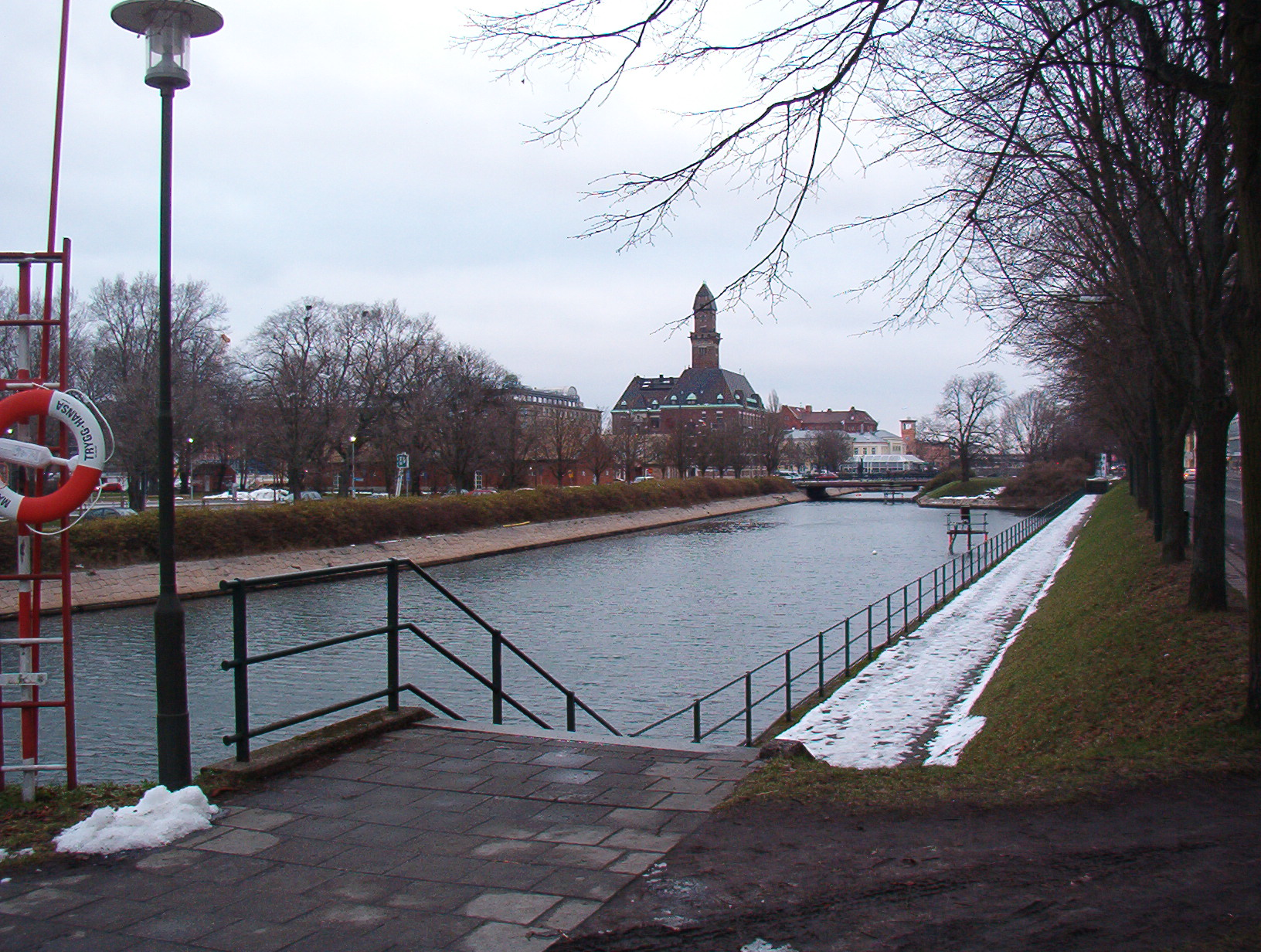
Canal amb l'escola Malmö Högskola de fons

Malmö té una gran varietat d'escoles tant públiques com privades. Una de les escoles privades més notables és Bladins, amb una reputació impecable i llistes d'espera enormes. Malmö Borgarskola és l'institut més gran de la ciutat, també tenint la cèlebre escola d'IB, una de les millors al món, que iguala a les de Londres, París i Nova York. Altres escoles amb velles tradicions són skola de Petri i Malmö Latinskola.
Malmö Högskola, establerta el 1998, amb 1.300 professors i 21.000 estudiants (a partir de 2003), està en el vuitè lloc de centre d'ensenyament més gran del país. També la Universitat Lund (establerta el 1668) té una part de la seva educació situada a Malmö.
La Universitat Marítima Mundial és una de les millors universitats de la seva classe, amb estudiants des de tot el món.

## Llocs d'interès

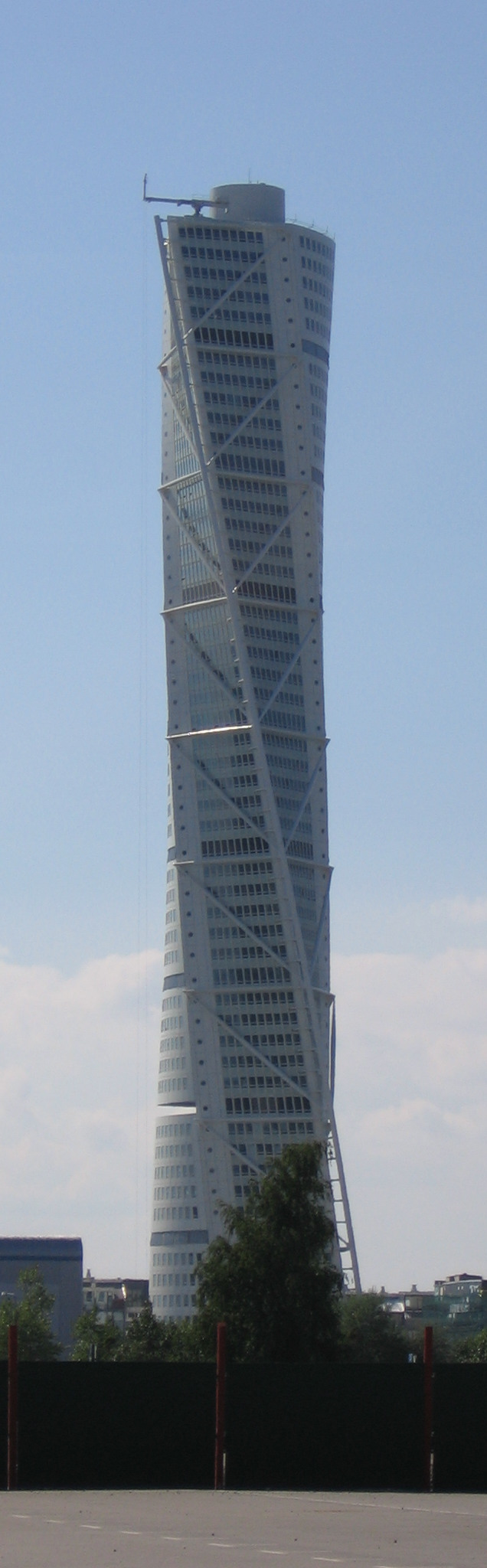
Turning Torso de Santiago Calatrava

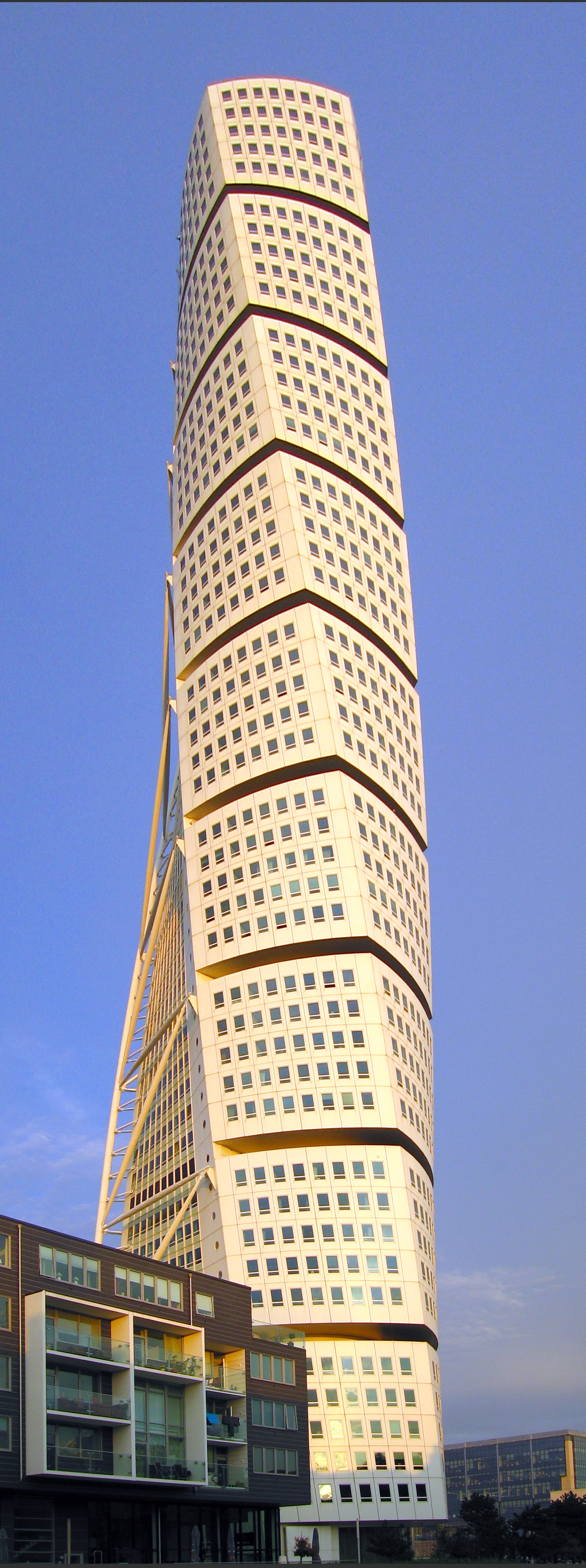
Turning Torso de Santiago Calatrava

La ciutat està guanyant en popularitat com a destinació turística. Reté molt d'encant històric amb una ciutat vella plena de petites botigues.
La vida nocturna i l'ambient se centren principalment al voltant de dos llocs: Lilla Torg (la Placeta) és encerclat per pubs moderns i clubs de nit, mentre que el districte de Möllevången (el Prat del Molí) allotja bones oportunitats per a música en viu.
L'agost de cada any hi ha un festival, Malmöfestivalen, que omple els carrers de Malmö de classes diferents de cuines i esdeveniments.
Una ampliació de la biblioteca de la ciutat s'acabà el 2000, anomenada la Sala Clara. Les seves parets es van construir gairebé totalment amb plafons de vidre.
L'Església de Sant Petri, l'església més antiga de Malmöen el mateix centre de la ciutat.
Västra Hamnen (el Port de Ponent) solia ser la localització per a indústria pesant, però el 2001 es va reconstruir, convertint-se en l'indiscutiblement veïnat més exclusiu de Malmö. Molt a prop hi ha l'espectacular Turning Torso (Tors Girant) dissenyat per Santiago Calatrava. És un gratacel que es torça espectacularment, amb 190 metres, és el segon edifici residencial més alt d'Europa, i la seva silueta es pot veure a tot el voltant de l'àrea de Malmö.
La platja Ribersborg al port occidental, és poc profunda i artificial. És el lloc de Ribersborgs Kallbadhus, un bany a l'aire lliure obert durant els anys 1890, on la gent el travessa nadant tot l'any.

## Persones il·lustres
- Anita Ekberg, actriu i model (1932).
- Zlatan Ibrahimovic futbolista (1981).
- Suzanne Nessim, pintora (1944).
- Jonny Hector, Gran Mestre d'escacs (1964).
- Elisabet Strid, soprano (1976).